# Triaenodes gibberosus
Triaenodes gibberosus là một loài Trichoptera trong họ Leptoceridae. Chúng phân bố ở miền Australasia.